# Rhamphicarpa
Rhamphicarpa är ett släkte av snyltrotsväxter. Rhamphicarpa ingår i familjen snyltrotsväxter.
Kladogram enligt Catalogue of Life:
| Rhamphicarpa | \| \| Rhamphicarpa australiensis \| \| \| \| \| \| Rhamphicarpa brevipedicellata \| \| \| \| \| \| Rhamphicarpa capillacea \| \| \| \| \| \| Rhamphicarpa elongata \| \| \| \| \| \| Rhamphicarpa fistulosa \| \| \| \| \| \| Rhamphicarpa medwedewii \| \| \| \| |
|              | \| \| Rhamphicarpa australiensis \| \| \| \| \| \| Rhamphicarpa brevipedicellata \| \| \| \| \| \| Rhamphicarpa capillacea \| \| \| \| \| \| Rhamphicarpa elongata \| \| \| \| \| \| Rhamphicarpa fistulosa \| \| \| \| \| \| Rhamphicarpa medwedewii \| \| \| \| |
|              | Rhamphicarpa australiensis |
|              | |
|              | Rhamphicarpa brevipedicellata |
|              | |
|              | Rhamphicarpa capillacea |
|              | |
|              | Rhamphicarpa elongata |
|              | |
|              | Rhamphicarpa fistulosa |
|              | |
|              | Rhamphicarpa medwedewii |
|              | |

## Bildgalleri

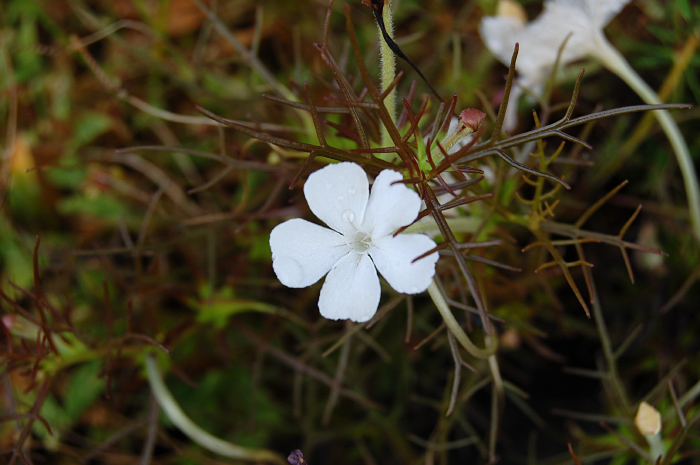
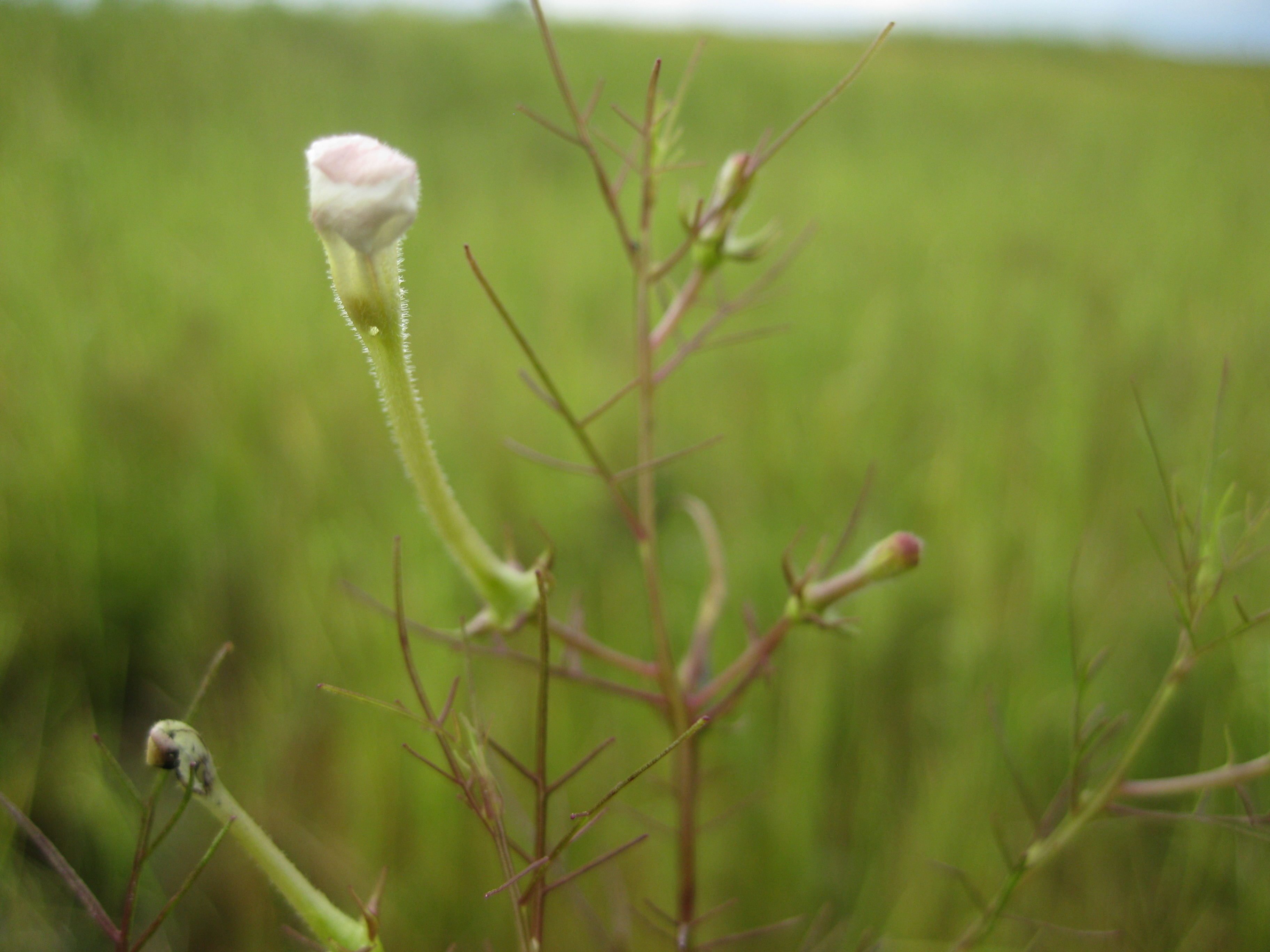
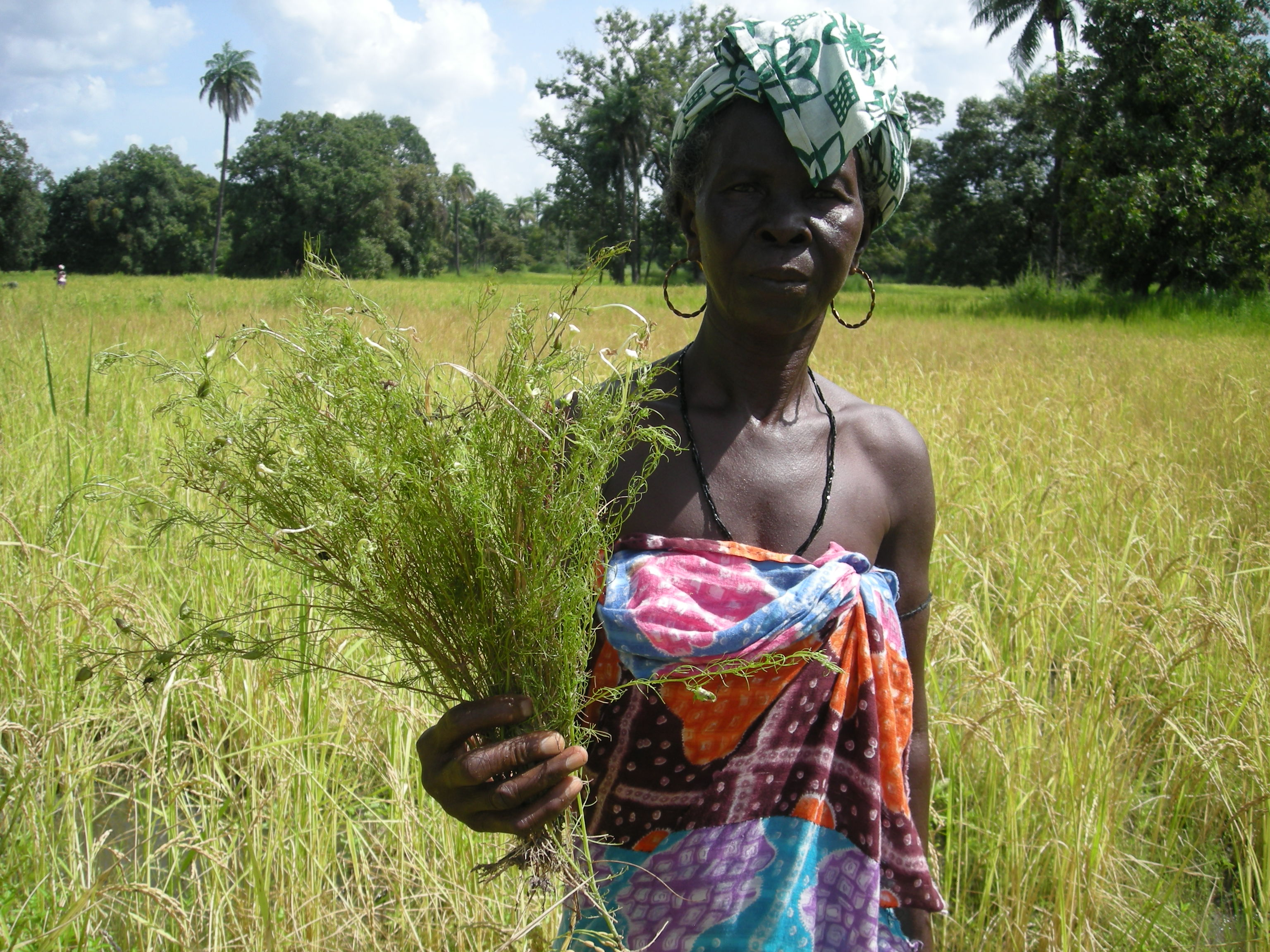
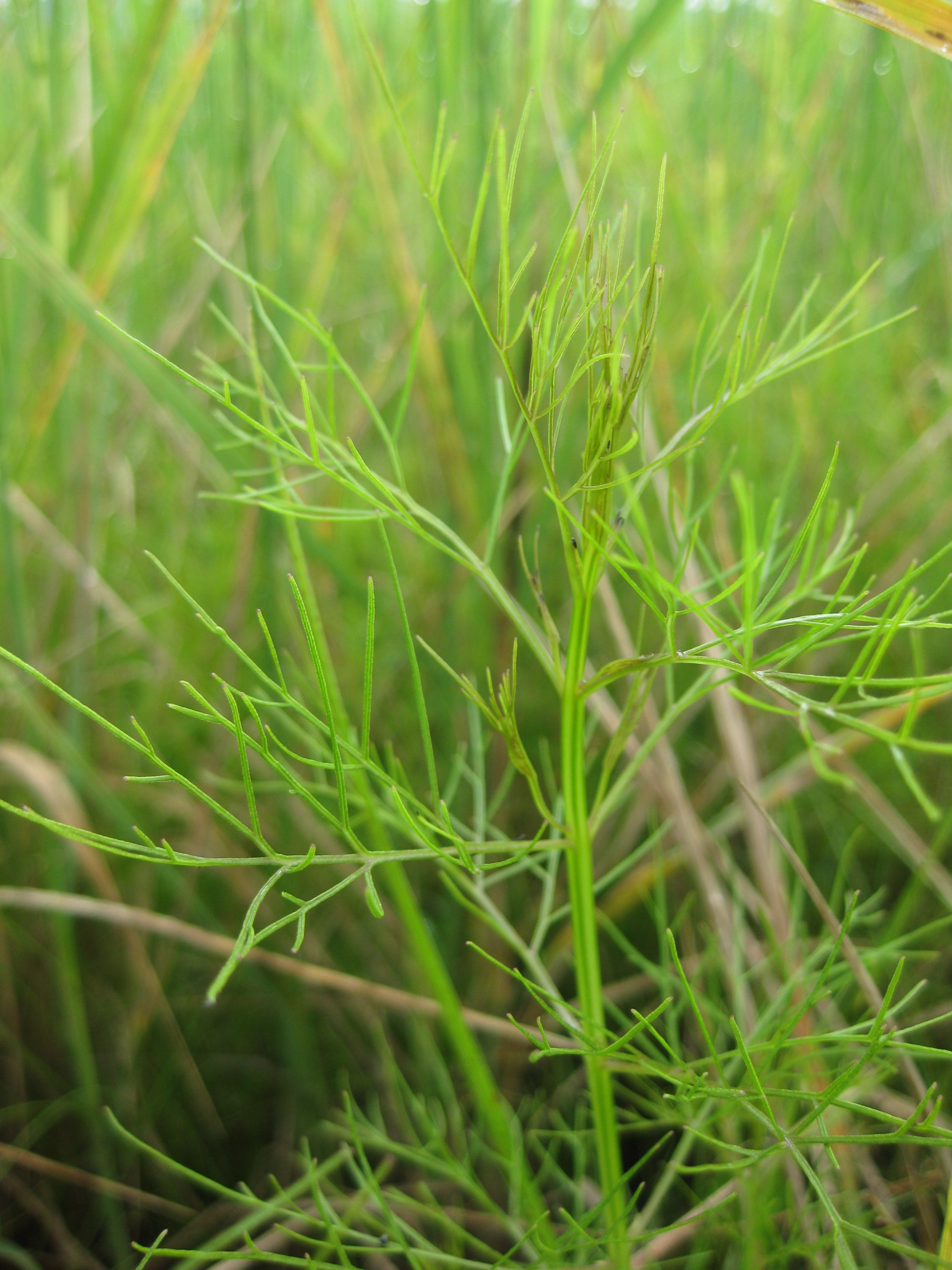